# Sibirisk tundrahjejle
Den sibiriske tundrahjejle (Pluvialis fulva) er en vadefugl, der minder om hjejlen. Arten er relativt sjælden i Danmark.
| Fugl | Spire Denne artikel om fugle er en spire som bør udbygges. Du er velkommen til at hjælpe Wikipedia ved at udvide den. |